# Alicia Cahuiya
Alicia Cawiya ou Cahuiya é vice-presidente da Nação Huaorani do Equador e uma das líderes do movimento contra a exploração petrolífera na sua região. Em 2013, ela fez um discurso no parlamento do Equador para proteger a bacia amazônica das empresas petrolíferas.
Cawiya nasceu na comunidade Ñoneno, na reserva Yasuní, no Equador. Sua avó, Iteca, era conhecida por ser uma temida guerreira Huaorani.